# Sklep

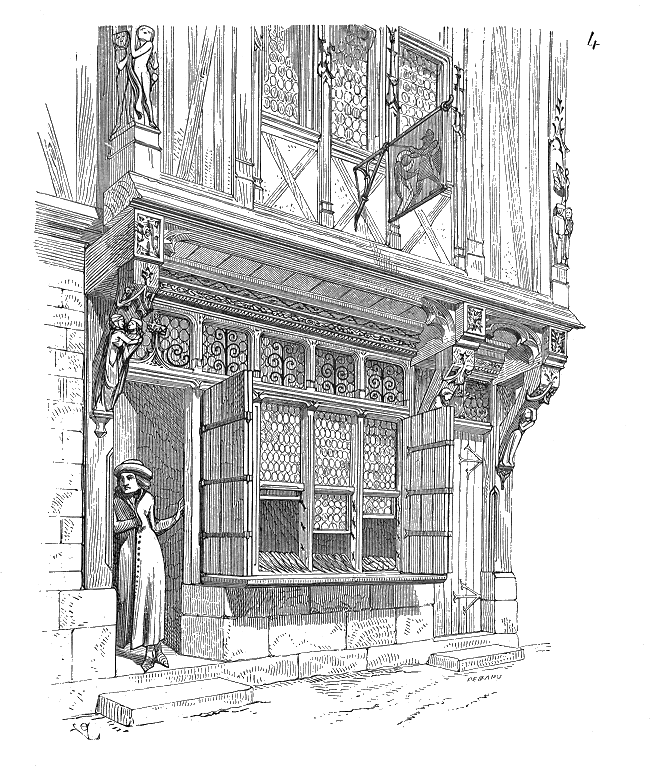
Sklep z XV wieku

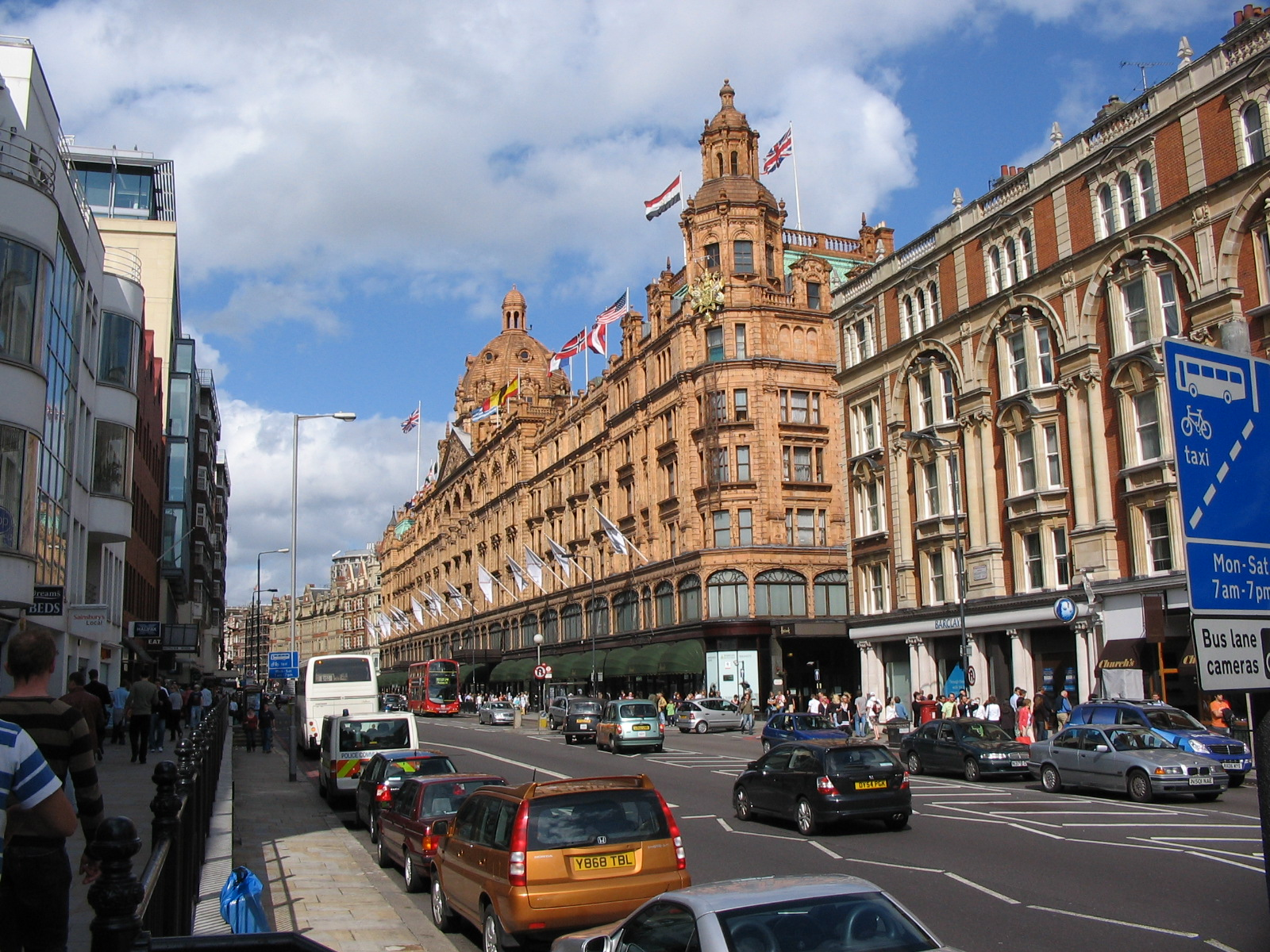
Uchodzący za najpopularniejszy i najdroższy sklep w Anglii – Harrods

Sklep – pomieszczenie przeznaczone na cele handlowe, którego wnętrze jest dostępne dla ogółu konsumentów.
Z punktu widzenia marketingu jest to miejsce prowadzenia merchandisingu, czyli wpływania na zachowania klientów poprzez wystrój pomieszczenia i sposób prezentacji towarów.
Sklepy biorą nazwę od wielkości:
- sklepik: placówka handlowa prowadzona przez właściciela, sklepikarza, ewentualnie z pomocą rodziny
- sklep: tutaj pojawia się personel najemny: sprzedawca, dawniej subiekt, elegancko – ekspedient oraz kasjer
- dom handlowy, dom towarowy, centrum handlowe: to już duże, czasem zajmujące kilkupiętrowy budynek przedsięwzięcie
- supermarket: współczesna nazwa domu handlowego
- hipermarket: supermarket o dużej powierzchni

Tradycyjnym wyposażeniem sklepu jest stół sklepowy (lada, kontuar), oddzielający sprzedawcę z towarem od klientów. Lada zabezpieczała towar przed kradzieżą ze strony klientów, a oddzielna kasa zabezpieczała gotówkę przed pazernością sprzedawcy. Z czasem zaczęto oszczędzać: sprzedawca obsługiwał klientów i przyjmował zapłatę, czyli pełnił również rolę kasjera. W celu dalszego obniżenia kosztów zlikwidowano ladę dopuszczając klientów do półek z towarem. W ten sposób powstał sklep samoobsługowy, czyli SAM. Skrajnym sposobem obniżenia kosztów jest wystawienie towarów w opakowaniach transportowych, bez wykładania ich na półki; sklep tego rodzaju to dyskont.

## Nazwa
Nazwa „sklep” pochodzi najprawdopodobniej od sklepienia, gdyż sklepy znajdowały się początkowo w piwnicach bądź na parterach kamienic, czyli w pomieszczeniach sklepionych (wyższe kondygnacje najczęściej posiadały stropy). Na takie pochodzenie nazwy wskazują również znaczenia słowa sklep w gwarze wielkopolskiej i w innych językach słowiańskich (po czesku „piwnica”, po rosyjsku „grób”, „krypta”).